# 滾球綠地車站
滾球綠地車站（英語：Bowling Green station）也譯為布林格陵車站，是美國紐約地鐵IRT萊辛頓大道線的地鐵站，位於曼哈頓金融區百老匯及砲台廣場（在滾球綠地）交界，設有4號線（任何時候停站）與5號線（任何時候停站（深夜除外））列車服務。

## 車站結構
| G        | 街道                            | 出入口 升降機位於百老匯及砲台廣場西北角                                                              |
| P 月台層 | 側式月台，右側開門              | 側式月台，右側開門                                                                                   |
| P 月台層 | 北行                            | 往伍德羅恩（華爾街） · 往代里大道（平日）/涅雷大道（黃昏尖峰時段）（華爾街）                         |
| P 月台層 | 島式月台，左側開門，只限南行    | |
| P 月台層 | 南行                            | 往猶提卡大道（深夜時往新地段大道）（區公所） · 往夫拉特布殊大道（平日）（區公所） · 落客月台（週末） |
| P 月台層 | 島式月台，不使用，只可停3節列車 | |
| P 月台層 | 接駁                            | 無服務                                                                                               |
| M        | 夾層                            | 閘機、車站詢問處                                                                                     |

此站設有兩個使用中的月台和兩條軌道：一個中央島式月台服務往布魯克林列車，和一個側式月台服務上城列車。一個已廢棄和被牆壁隔離的位於車站西側的島式月台和軌道，曾被滾球綠地-南碼頭接駁線使用前往南碼頭的內側月台。車站以南，軌道分支，其中一組經傑拉雷曼街隧道前往布魯克林。路線繼續前往已關閉的南碼頭內圈車站，於黃昏和週末以滾球綠地為總站的5號線區間車使用。
車站於1905年7月10日啟用時並沒有IRT服務往布魯克林，而所有萊辛頓大道線以南碼頭作總站，使用外圈月台。1908年傑拉雷曼街隧道啟用後，部分萊辛頓大道列車繼續以南碼頭為總站，連尖峰時段也不例外，而其他則前往布魯克林。這個服務模式很快就不敷應付布魯克林的高乘客量。
傑拉雷曼街隧道啟用三個月後，滾球綠地車站的第三軌和西側島式月台開工。1909年完工後，所有尖峰時段列車皆前往布魯克林，並設有兩節滾球綠地-南碼頭接駁線列車提供前往南碼頭的服務。就算IRT百老匯-第七大道線往南碼頭的慢車服務於1918年開始，接駁線仍然繼續營運至1977年因節省經費而中止。接駁線月台於1978年與車站其他部分一同翻新。
1970年代的翻新同時興建了東面的側式月台，同樣因為島式月台的高客量。加入了額外的出口和下通道，疏導了部分在南端的控制屋出口的人潮。這成為了車站現時的配置，上城列車使用側式月台，往布魯克林列車使用島式月台（與BMT卡納西線的百老匯交匯車站配置相同）。島式月台邊緣設有欄杆以面北行列車在島式月台開門。
車站設有兩部升降機，以符合無障礙通行。其中一部連接街道和位於月台和軌道下方的閘機，中間設有北行閘機主要部分。另一部連接往布魯克林月台和其下方的閘機。
車站時至今日仍然同時作為總站和中途站，5號線列車於平日晚上下午8時後以滾球綠地車站為總站，以及週末時不前往布魯克林。這樣導致了萊辛頓大道線成為了瓶頸，南行4號線列車必須在華爾街車站至少停靠3分鐘以容許5號線列車落客後的乘客上車。

## 延伸閱讀
- Lee Stokey. Subway Ceramics : A History and Iconography. 1994. ISBN 978-0-9635486-1-0

## 外部連結
- Template:NYCsubway ref
- nycsubway.org — The Essence of Time Artwork by Nicole Bengiveno (2007) （页面存档备份，存于）
- nycsubway.org — A Way To Go Artwork by Zach DeSart (2009) （页面存档备份，存于）
- Station Reporter — 4 Train
- Station Reporter — 5 Train
- Abandoned Stations — Bowling Green & South Ferry platforms （页面存档备份，存于）
- Battery Place and Broadway / State Street entrance from Google Maps Street View （页面存档备份，存于）
- Bowling Green entrance from Google Maps Street View （页面存档备份，存于）
- Control house from Google Maps Street View
- Platforms from Google Maps Street View